# Plebiscyt Przeglądu Sportowego 1954
20. Plebiscyt Przeglądu Sportowego na najlepszego sportowca Polski zorganizowano w 1954 roku.

## Wyniki
1. Janusz Sidło - lekkoatletyka (107 625 pkt.)
2. Leszek Drogosz - boks (96 784)
3. Marek Petrusewicz - pływanie (72 548)
4. Jerzy Pawłowski - szermierka (63 330)
5. Helena Rakoczy - gimnastyka (58 242)
6. Teodor Kocerka - wioślarstwo (43 202)
7. Elżbieta Duńska-Krzesińska - lekkoatletyka (38 161)
8. Stanisław Królak - kolarstwo (35 813)
9. Jerzy Chromik - lekkoatletyka (23 730)
10. Wojciech Zabłocki - szermierka (20 251)